# Persone di nome Bobby
| Questa pagina contiene informazioni ricavate automaticamente dalle voci biografiche con l'ausilio del template Bio e di un bot. L'aggiornamento è periodico e automatico e ricostruisce completamente la pagina. Se manca una persona in questa lista, sei pregato di non aggiungerla, ma accertati piuttosto che la sua voce biografica contenga il template Bio e che i dati anagrafici siano correttamente compilati. Se il template Bio manca, inseriscilo tu stesso o, in alternativa, metti l'avviso {{tmp\|Bio}} che ne segnala la mancanza. Se i dati riportati sono sbagliati, correggi direttamente la voce biografica; le modifiche saranno visibili in questa lista entro pochi giorni. Per chiarimenti vedi il progetto antroponimi. La lista contiene solo le 111 persone che sono citate nell'enciclopedia e per le quali è stato implementato correttamente il template Bio. Pagina aggiornata al 22 lug 2025. |

Questa è una lista di persone presenti nell'enciclopedia che hanno il nome Bobby, suddivise per attività principale.

## Allenatori di calcio(7)
- Bobby Davison, allenatore di calcio e ex calciatore inglese (South Shields, n. 1959)
- Bobby Flavell, allenatore di calcio e calciatore scozzese (Annathill, n. 1921 - Airdrie, † 2005)
- Bobby Gurney, allenatore di calcio e calciatore inglese (Silksworth, n. 1907 - † 1994)
- Bobby Hope, allenatore di calcio e calciatore scozzese (Bridge of Allan, n. 1943 - † 2022)
- Bobby Murdoch, allenatore di calcio e calciatore scozzese (Bothwell, n. 1944 - Glasgow, † 2001)
- Bobby Russell, allenatore di calcio e ex calciatore scozzese (Easterhouse, n. 1957)
- Bobby Watson, allenatore di calcio e ex calciatore scozzese (Airdrie, n. 1946)

## Allenatori di pallacanestro(1)
- Gene Bartow, allenatore di pallacanestro statunitense (Browning, n. 1930 - Birmingham, † 2012)

## Attivisti(2)
- Bobby Henderson, attivista e fisico statunitense (Roseburg, n. 1980)
- Bobby Seale, attivista statunitense (Dallas, n. 1936)

## Attori(10)
- Bobby Breen, attore e cantante canadese (Montréal, n. 1927 - Pompano Beach, † 2016)
- Bobby Burns, attore e regista cinematografico statunitense (Filadelfia, n. 1878 - Los Angeles, † 1966)
- Bobby Connelly, attore statunitense (New York, n. 1909 - Lynbrook, † 1922)
- Bobby Diamond, attore e avvocato statunitense (Los Angeles, n. 1943 - Thousand Oaks, † 2019)
- Bobby Dunn, attore statunitense (Milwaukee, n. 1890 - Hollywood, † 1937)
- Robert Hooks, attore statunitense (Washington, n. 1937)
- Bobby Lockwood, attore britannico (Basildon, n. 1993)
- Bobby Moynihan, attore statunitense (New York, n. 1977)
- Bobby Steggert, attore e cantante statunitense (Frederick, n. 1981)
- Bobby Van, attore e ballerino statunitense (New York, n. 1928 - Los Angeles, † 1980)

## Attori pornografici(1)
- Bobby Vitale, attore pornografico statunitense (Santa Monica, n. 1965 - † 2017)

## Batteristi(4)
- Bobby Durham, batterista statunitense (Filadelfia, n. 1937 - Genova, † 2008)
- Bobby Jarzombek, batterista statunitense (San Antonio, n. 1963)
- Bobby Rondinelli, batterista statunitense (Port Jefferson, n. 1955)
- Bobby Schayer, batterista statunitense (Los Angeles, n. 1966)

## Bobbisti(1)
- Bobby Braumiller, bobbista tedesco

## Calciatori(20)
- Bobby Allain, calciatore francese (Clamart, n. 1991)
- Bobby Reid, calciatore inglese (Bristol, n. 1993)
- Bobby Averell, ex calciatore nordirlandese (Magherafelt, n. 1947)
- Bobby Burns, calciatore nordirlandese (Belfast, n. 1999)
- Bobby Clark, calciatore inglese (Epsom, n. 2005)
- Bobby Gilbert, calciatore irlandese (Dublino, n. 1939 - Dublino, † 2015)
- Bobby Mason, ex calciatore inglese (Tiptree, n. 1936)
- Bobby McKean, calciatore scozzese (East Kilbride, n. 1952 - Barrhead, † 1978)
- Bobby McNeal, calciatore inglese (Hobson, n. 1891 - † 1956)
- Bobby Moffat, ex calciatore inglese (Portsmouth, n. 1945)
- Bobby Moore, calciatore e allenatore di calcio britannico (Barking, n. 1941 - Londra, † 1993)
- Bobby Parker, calciatore e allenatore di calcio scozzese (Glasgow, n. 1891 - † 1950)
- Bobby Parker, ex calciatore inglese (Coventry, n. 1952)
- Bobby Petta, ex calciatore olandese (Rotterdam, n. 1974)
- Bobby Rhine, calciatore statunitense (St. Louis, n. 1976 - Florida, † 2011)
- Bobby Sibbald, ex calciatore inglese (Hebburn, n. 1948)
- Bobby Thomas, calciatore inglese (Chester, n. 2001)
- Bobby Trainor, ex calciatore nordirlandese (n. 1934)
- Bobby Wales, calciatore scozzese (Hurlford, n. 2005)
- Bobby Wood, calciatore statunitense (Honolulu, n. 1992)

## Cantanti(12)
- Bobby Hendricks, cantante statunitense (Columbus, n. 1938 - Lancaster, † 2022)
- Bobby Chen, cantante e produttore discografico taiwanese (Xizhou, n. 1958)
- Bobby Darin, cantante e attore statunitense (New York, n. 1936 - Los Angeles, † 1973)
- Bobby Ellsworth, cantante statunitense (New Jersey, n. 1959)
- Bobby Freeman, cantante, cantautore e produttore discografico statunitense (San Francisco, n. 1940 - San Francisco, † 2017)
- Bobby Fuller, cantante e chitarrista statunitense (Baytown, n. 1942 - Los Angeles, † 1966)
- Bobby Helms, cantante statunitense (Bloomington, n. 1933 - Martinsville, † 1997)
- Bobby Lewis, cantante statunitense (Indianapolis, n. 1925 - † 2020)
- Bobby Pickett, cantante e attore statunitense (Massachusetts, n. 1938 - Los Angeles, † 2007)
- Bobby Rydell, cantante, musicista e imitatore statunitense (Filadelfia, n. 1942 - Filadelfia, † 2022)
- Bobby V, cantante statunitense (Jackson, n. 1980)
- Bobby Vee, cantante statunitense (Fargo, n. 1943 - Rogers, † 2016)

## Cantautori(4)
- Bobby Bazini, cantautore canadese (Mont-Laurier, n. 1989)
- Bobby Brown, cantautore, rapper e ballerino statunitense (Boston, n. 1969)
- Bobby Hebb, cantautore statunitense (Nashville, n. 1938 - † 2010)
- Bobby Russell, cantautore statunitense (Nashville, n. 1940 - † 1992)

## Cestisti(10)
- Bobby Joe Edmonds, cestista statunitense (Indianapolis, n. 1941 - † 1991)
- Bobby Hooper, cestista e allenatore di pallacanestro statunitense (Owenton, n. 1946 - Chillicothe, † 2024)
- Bobby Lee Hurt, ex cestista statunitense (Huntsville, n. 1961)
- Bobby Jackson, ex cestista e allenatore di pallacanestro statunitense (East Spencer, n. 1973)
- Bobby Jones, ex cestista statunitense (Compton, n. 1984)
- Bobby Ray Parks, cestista filippino (Parañaque, n. 1993)
- Bobby Phills, cestista statunitense (Baton Rouge, n. 1969 - Charlotte, † 2000)
- Bobby Portis, cestista statunitense (Little Rock, n. 1995)
- Bobby Simmons, ex cestista statunitense (Chicago, n. 1980)
- B.A. Walker, ex cestista statunitense (Onancock, n. 1984)

## Chitarristi(3)
- Bobby Cochran, chitarrista statunitense (Forest Park, n. 1950)
- Bobby Steele, chitarrista statunitense (n. 1956)
- Bobby Tench, chitarrista britannico (Londra, n. 1944 - † 2024)

## Ciclisti su strada(1)
- Bobby Julich, ex ciclista su strada e dirigente sportivo statunitense (Corpus Christi, n. 1971)

## Compositori(1)
- The Haxan Cloak, compositore, musicista e produttore discografico inglese (Wakefield, n. 1985)

## Criminali(1)
- Bobby Beausoleil, criminale, musicista e attore statunitense (Santa Barbara, n. 1947)

## Dirigenti sportivi(1)
- Bobby Beathard, dirigente sportivo statunitense (Zanesville, n. 1937 - Franklin, † 2023)

## Giocatori di football americano(13)
- Bobby Brown III, giocatore di football americano statunitense (n. 2000)
- Bobby Burnett, giocatore di football americano statunitense (Clinton, n. 1943 - Marion, † 2016)
- Bobby Dillon, giocatore di football americano statunitense (Contea di Bell, n. 1930 - Temple, † 2019)
- Bobby Joe Edmonds, ex giocatore di football americano statunitense (Nashville, n. 1964)
- Bobby Evans, giocatore di football americano statunitense (Allen, n. 1997)
- Bobby Hart, giocatore di football americano statunitense (Lauderhill, n. 1994)
- Bobby Hebert, giocatore di football americano statunitense (Cut Off, n. 1960)
- B.J. Hill, giocatore di football americano statunitense (Oakboro, n. 1995)
- Bobby Humphrey, ex giocatore di football americano statunitense (Birmingham, n. 1966)
- Bobby Massie, giocatore di football americano statunitense (Lynchburg, n. 1989)
- Bobby Rainey, ex giocatore di football americano statunitense (Griffin, n. 1987)
- Bobby Shaw, ex giocatore di football americano statunitense (San Francisco, n. 1975)
- Bobby Wagner, giocatore di football americano statunitense (Los Angeles, n. 1990)

## Giocatori di poker(1)
- Bobby Baldwin, giocatore di poker statunitense (Tulsa, n. 1950)

## Hockeisti su ghiaccio(1)
- Bobby Ryan, hockeista su ghiaccio statunitense (Cherry Hill, n. 1987)

## Musicisti(4)
- Bobby Byrd, musicista, cantante e produttore discografico statunitense (Toccoa, n. 1934 - Loganville, † 2007)
- Bobby Previte, musicista e batterista statunitense (New York, n. 1951)
- Bobby Rush, musicista, compositore e cantante statunitense (Homer, n. 1933)
- Bobby Tucker, musicista statunitense (n. 1923 - † 2008)

## Piloti automobilistici(1)
- Bobby Rahal, ex pilota automobilistico statunitense (Medina, n. 1953)

## Politici(2)
- Bob Etheridge, politico statunitense (Contea di Sampson, n. 1941)
- Bobby Rush, politico e attivista statunitense (Albany, n. 1946)

## Pugili(1)
- Bobby Chacon, pugile statunitense (Sylmar, n. 1951 - Lake Elsinore, † 2016)

## Rapper(2)
- B.o.B, rapper e produttore discografico statunitense (Winston-Salem, n. 1988)
- Destroy Lonely, rapper statunitense (Atlanta, n. 2001)

## Scacchisti(1)
- Bobby Cheng, scacchista australiano (Hamilton, n. 1997)

## Sceneggiatori(1)
- Bobby Bowman, sceneggiatore e produttore televisivo statunitense

## Sportivi(1)
- Bobby Leach, sportivo inglese (Cornovaglia, n. 1858 - Nuova Zelanda, † 1926)

## Velisti(1)
- Bobby Lohse, velista svedese (Mölndal, n. 1958)

## Velocisti(1)
- Bobby Joe Morrow, velocista statunitense (Harlingen, n. 1935 - San Benito, † 2020)

## Wrestler(2)
- Bobby Duncum, wrestler statunitense (Amarillo, n. 1965 - Austin, † 2000)
- Bobby Duncum, ex wrestler e ex giocatore di football americano statunitense (Austin, n. 1944)